# 待鳥聡史
待鳥 聡史（まちどり さとし、1971年3月 - ）は、日本の政治学者。専門は比較政治学、アメリカ政治。京都大学法学研究科・京都大学公共政策大学院教授。博士（法学）（京都大学）。

## 人物
福岡県北九州市出身関西育ち。1989年京都教育大学教育学部附属高等学校卒業、1993年京都大学法学部卒業、1996年京都大学大学院法学研究科博士後期課程退学、大阪大学法学部助手。学部で木村雅昭、大学院で村松岐夫に、それぞれ師事。
1998年大阪大学法学部助教授、2004年京都大学大学院法学研究科助教授、2007年より現職。
1995年から1998年ウィスコンシン大学マディソン校、2001年から2002年カリフォルニア大学サンディエゴ校、それぞれ在外研究。
2003年、『財政再建と民主主義』にて第8回アメリカ学会・清水博賞受賞。
2012年『首相政治の制度分析』にて第34回サントリー学芸賞（政治・経済部門）受賞。

## 著書

### 単著
- 『財政再建と民主主義：アメリカ連邦議会の予算編成改革分析』（有斐閣、2003年）ISBN　978-4-641-07666-2
- 『〈代表〉と〈統治〉のアメリカ政治』（講談社選書メチエ、2009年）ISBN　978-4-06-258443-2
- 『首相政治の制度分析：現代日本政治の権力基盤形成』（千倉書房〈叢書21世紀の国際環境と日本〉、2012年）ISBN　978-4-8051-0993-9
- 『政党システムと政党組織』（東京大学出版会〈シリーズ日本の政治・6〉、2015年）ISBN　978-4-13-032126-6
- 『代議制民主主義：「民意」と「政治家」を問い直す』（中公新書、2015年）ISBN　978-4-12-102347-6
- 『アメリカ大統領制の現在：権限の弱さをどう乗り越えるか』NHK出版〈NHKブックス〉、2016年。ISBN　978-4-14-091241-6
- 『民主主義にとって政党とは何か：対立軸なき時代を考える』ミネルヴァ書房〈セミナー・知を究める〉、2018年。ISBN　978-4-623-08359-6
- 『政治改革再考：変貌を遂げた国家の軌跡』新潮社〈新潮選書〉、2020年。ISBN　978-4-10-603854-9

### 共著
- （曽我謙悟）『日本の地方政治：二元代表制政府の政策選択』（名古屋大学出版会、2007年）ISBN　978-4-8158-0571-5
- （建林正彦・曽我謙悟）『比較政治制度論』（有斐閣〈有斐閣アルマ〉、2008年）ISBN　978-4-641-12364-9
- （山岡龍一）『政治学入門』（放送大学教育振興会〈放送大学教材〉、2022年）ISBN　978-4-595-32339-3

### 編著
- （駒村圭吾）『「憲法改正」の比較政治学』弘文堂、2016年。ISBN　978-4-335-35679-7
- （宇野重規）『社会のなかのコモンズ：公共性を超えて』白水社、2019年。ISBN　978-4-560-09661-1
- （駒村圭吾）『統治のデザイン：日本の「憲法改正」を考えるために』弘文堂、2020年。ISBN　978-4-335-35831-9

## 論文
- 「議会予算法下の下院予算委員会 (1・2) ——制度主導型改革の試みとその挫折」『法學論叢』139巻2号/141巻1号（1996-97年）
- 「アメリカ連邦議会研究における合理的選択制度論」『阪大法学』46巻3号（1996年）
- 「議員の選択と議会多数党指導部——1996年項目別拒否権法の立法過程」『阪大法学』47巻3号（1997年）
- 「レーガン政権期における財政赤字とアメリカ連邦議会 (1・2)」『阪大法学』48巻2/3号（1998年）
- 「アメリカ予算政策の転換と連邦議会——1990年代前半における二つの包括予算調整法の立法過程」『阪大法学』49巻2号（1999年）
- 「合理的選択制度論の歴史・現在・課題——アメリカ連邦議会研究を中心に」『ノモス』10号（1999年）
- 「地方政治研究のための一視角——知事-議会関係による分類の試み」（曽我謙悟との共著）『自治研究』76巻7号（2000年）
- 「革新自治体の終焉と政策変化——都道府県レヴェルにおける首長要因と議会要因」（曽我謙悟との共著）『年報行政研究』36号（2001年）
- 「参議院自民党における閣僚ポスト配分ルールの形成——出発点としての1971年参議院議長選挙」『選挙研究』16号（2001年）
- 「参議院自民党と政党再編」『レヴァイアサン』30号（2002年）
- 「国会研究の現状と課題——資料解題を中心として」（川人貞史、福元健太郎、増山幹高と共著）『成蹊法学』55号（2002年）
- 「理論モデルによる外国政治研究の可能性——現代アメリカ政治研究を例として」『阪大法学』第53巻3・4号（2003年）
- 「連邦議会における大統領支持連合の形成——1996年情報通信法の立法過程を事例として」『レヴァイアサン』第36号（2005年）
- 「55年体制と日本の議会政治」多胡圭一編『日本政治——過去と現在の対話』（大阪大学出版会, 2005年）
- 「大統領的首相論の可能性と限界——比較執政制度論からのアプローチ」『法学論叢』第158巻5・6号（2006年）
- 「無党派知事下の地方政府における政策選択」（曽我謙悟との共著）『年報政治学』2005年度2号（2006年）
- 「カーター政権の登場と混迷」アメリカ学会編『原典アメリカ史（8）衰退論の登場』（岩波書店, 2006年）
- 「中曽根政権と小泉政権における政府改革資源の比較検討」村松岐夫、久米郁男編『日本政治 変動の30年——政治家・官僚・団体調査に見る構造変容』（東洋経済新報社, 2006年）
- 「共和党優位期の到来と連邦財政」秋元英一、小塩和人編『シリーズ・アメリカ研究の越境（3）豊かさと環境』（ミネルヴァ書房, 2006年）
- 「少数党による議会中継専門放送局の活用」『法学論叢』第160巻5・6号（2007年）
- 「現代アメリカ政治研究は何を目指すべきなのか——一つの試論」『レヴァイアサン』40号（2007年）
- 「イデオロギーと統治の間で」『アステイオン』69号（2008年）
- 「政党再編期以降における地方政治の変動――知事類型と会派議席率に見る緩やかな二大政党化」（曽我謙悟との共著）『選挙研究』24巻1号（2008年）
- 「官邸主導の成立と継続——首相動静データからの検討」『レヴァイアサン』43号（2008年）
- 「アメリカ政治にとって政党とは何か」『Ratio』6号（2009年）
- 「分割政府の比較政治学——事例としてのアメリカ」2009年度1号（2009年）
- 「政府機関のイデオロギー対立——分極化の起源としての議会改革」五十嵐武士、久保文明編『アメリカ現代政治の構図——イデオロギー対立とそのゆくえ』（東京大学出版会, 2009年）
- 「アメリカにおける政権交代と立法的成功」『レヴァイアサン』47号（2010年）
- 「ある社会民主主義者の見たアメリカ——関嘉彦文書を手がかりとして」『法学論叢』166巻6号（2010年）
- 「政治文化と首相のリーダーシップ」筒井清忠編『政治的リーダーと文化』（千倉書房, 2011年）